# Тема (мовознавство)
Тема — (грец. θέμα — те, що покладено (в основу)) — у мовознавстві компонент актуального членування речення, вихідний пункт повідомлення (речення) — те, відносно чого дещо стверджується в даному реченні. Темою може бути будь-який член речення. Розпізнається за початковою позицією; характером наголосу; з контексту, ситуації (часто це повторювані або самоочевидні елементи, зумовлені змістом попереднього речення).